# 南鱼座ζ
南魚座ζ（ζ Piscis Austrini）是位於南天星座南魚座的一顆橘色的恆星。它的視星等是+6.43等，接近裸眼可以看見的最暗星等極限。依據從地球測得的周年視差7.55mas，它與太陽的距離大約是820光年。這顆恆星已經演化成為K型星，類型為K1III。它被認爲可能是變星。